# Чергизбиев, Зайнди Магомедович
Зайнди́ Магоме́дович Чергизби́ев (23 апреля 1937, Юрт-Аух, Хасавюртовский район, Дагестанская АССР, РСФСР, СССР — 6 мая 2019, Калининаул, Казбековский район, Дагестан, Россия) — чеченский композитор, музыкант, руководитель и создатель инструментального ансамбля при Гостелерадио Чечено-Ингушской АССР, дирижёр и музыкальный руководитель оркестра Чечено-Ингушского государственного ансамбля танца «Вайнах», Заслуженный деятель искусств Чечено-Ингушской АССР. Представитель тайпа Чентий.

## Биография
Родился в 1937 году в селе Юрт-Аух (ныне Калининаул) Хасавюртовского района (ныне Казбековский район). В 1944 году был депортирован.
В 1957 году семья вернулась домой. Чергизбиев поступил в Грозненское музыкальное училище. Его учителями были Леонид Шаргородский (ставший впоследствии деканом Казахской государственной консерватории), Михаил Бронштейн (теория музыки), Владимир Ашкинази (оркестровка), Анатолий Гризбил (композиция), Марина Снитко (класс фортепиано), Григорий Мищенко (класс народных инструментов). После окончания училища работал преподавателем в музыкальной школе Гудермеса.
В 1967 году Чергизбиев создал и долгое время возглавлял инструментальный ансамбль Гостелерадио Чечено-Ингушетии. Затем им был создан ансамбль «Шовда». В 1985 году он организовал оркестр Чечено-Ингушского государственного ансамбля «Вайнах», в котором был музыкальным руководителем и дирижёром. Им была написана музыка к нескольким танцевальным номерам ансамбля. Постановщиком танцев был Топа Элимбаев. Эти танцы стали основой новой программы, с которой ансамбль успешно гастролировал в СССР и за его пределами. В Турции ансамбль стал лауреатом международного конкурса, в Италии завоевал «Гран-при». В Иордании выступал в королевском дворце.
Стиль композитора родился из глубокого осмысления национального фольклора, творческого развития на его основе лучших достижений европейской и современной эстрадной инструментальной музыки. Поэтому, когда слушаешь музыку Зайнди Чергизбиева, сердце бьется одновременно и в прошлом, и в настоящем, и в будущем. Как из глубины каменного пласта, хранящего память тысячелетий, пробивается наверх родниковая свежесть, так и музыкальный настрой народной души находит выход через творчество художественно одаренной личности. Такие мысли приходят на ум, когда слушаешь музыку, сочинённую Зайнди Чергизбиевым.
Является автором музыки к нескольким спектаклям, поставленным Чеченским драматическим театром, кинофильмам режиссёра Илеса Татаева «Песня Малики» и «Даймохк». Был наставником многих ныне известных чеченских певцов в начале их певческой карьеры: Мовлада Буркаева, Лейлы Мусаевой, Бейбулата Тимурзиева, Зелимхана Дудаева, Апти Далхадова, Магомеда Ужахова, Магомеда Ясаева, Имрана Усманова, Тамары Дадашевой, Мустафы Барахоева. Им написана музыка к словам Хусейна Сатуева, Саида Чахкиева, Раисы Ахматовой, Ахмеда Хамхоева, Ахмада Сулейманова, Хамзата Осмиева, Мусы Дудаева, Шаида Рашидова, Виктора Богданова, дагестанского поэта Саида Амирова. Многие песни на музыку Чергизбиева до сих пор пользуются популярностью.
Во время первой чеченской войны уехал из Чечни в Дагестан. В этот период работал в Хасавюртовском педагогическом училище. Во время второй чеченской войны жил в Ингушетии, работал в детской студии искусств в Карабулаке. Жил в своем кабинете, спал прямо на диване, соорудив перегородку. Здесь же находился и инструмент. Так он работал до 2000 года.
Ему предложили руководить детским коллективом в Москве, но он отказался. По предложению Заслуженного артиста Чечни Докку Мальцагова переехал в Нальчик собирать детский ансамбль. Однако эта идея по независящим от них обстоятельствам провалилась. Затем он помог Рамзану Ахмадову подготовить программу для детского ансамбля «Даймохк». Этот ансамбль уехал в Италию на гастроли, а Зайнди пришлось остаться, потому что начали болеть глаза.
Последние годы жил в Калининауле. Почти полностью потерял зрение. Он говорил:
Я могу работать по творческой линии, писать новые песни, создавать музыку. Но руководить творческим коллективом не могу из-за здоровья. Просто мне рядом нужен специалист, который под мою диктовку может писать ноты. Готов работать в любом музыкальном жанре, помимо оперы, оперетты и симфонии.